# Jardins de Can Sentmenat
Els jardins de Can Sentmenat es troben al barri de Sarrià de Barcelona. Pertanyien a la Torre dels Marquesos de Sentmenat, que actualment acull l'EINA Centre Universitari de Disseny i Art de Barcelona. Van ser oberts al públic el 1995 després d'una restauració efectuada per Patrizia Falcone.

## Descripció
Enfront de la façana davantera hi ha uns jardins d'estil clàssic afrancesat, amb un estany circular envoltat de parterres de broderie, i un passeig amb d'estàtues que fan referència als blasons heràldics de diverses famílies emparentades amb els Sentmenat. A la part posterior hi havia uns jardins d'estil romàntic amb una cascada artificial, un espai de transició més enllà del qual hi ha el bosc de gairebé 9 hectàrees als peus de la serra de Collserola.
Les estàtues representen set llinatges amb llaços amb els Sentmenat: els Jordán de Urríes, Sarriera, Osorio, Despujol, Patiño i Ciutadilla, a més del seu propi. Són figures femenines amb diferents atributs relatius als blasons de cada llinatge, d'esquerra a dreta: Sarriera, una noia amb un pit descobert i un peix als peus; Sentmenat, una dona amb la corona de marquès i l'escut d'armes de la família; Ciutadilla, una noia amb un gos; Patiño, una noia amb un ànec; Jordán de Urríes, una noia coberta amb una túnica; Osorio, una noia amb un osset; Despujol, una noia amb un palma. Les escultures de Ciutadilla i Patiño estan decapitades, i la d'Osorio té la cara desfigurada per cops. Les escultures són de prop del 1955, i són atribuïdes, sense plena certesa, a Joaquim de Sentmenat i de Sarriera, vuitè marquès de Sentmenat. A la part posterior del palau queda la resta d'una escultura d'una noia nua asseguda al sòl, de la qual només queden les natges, els peus i una mà, sobre un petit pedestal; està signada «J. de Sentmenat, 59».

### Vegetació
Entre les espècies presents al parc es troben: el til·ler (Tilia x europaea), l'acàcia (Robinia pseudoacacia), el sapidal (Koelreuteria paniculata), el cedre de l'Himàlaia (Cedrus deodara), el xiprer de Lambert (Cupressus macrocarpa), el teix (Taxus baccata), la tuia (Thuja orientalis), la palmera de Canàries (Phoenix canariensis), la palmera datilera (Phoenix dactylifera), el margalló (Chamaerops humilis), la palmera excelsa (Trachycarpus fortunei), la palmera washingtonia (Washingtonia robusta i Washingtonia filifera), la buguenvíl·lea (Bugainvillea sp.), la heura de Virgínia (Parthenocissus quinquefolia), el pi blanc (Pinus halepensis), l'alzina (Quercus ilex), l'arbocer (Arbutus unedo), el galzeran (Ruscus aculeatus), l'arítjol (Smilax aspera), el xuclamel (Lonicera implexa), el llentiscle (Pistacea lentiscus), l'estepa blanca (Cistus albidus) i la esparreguera boscana (Aspargus actifolius).

## Galeria

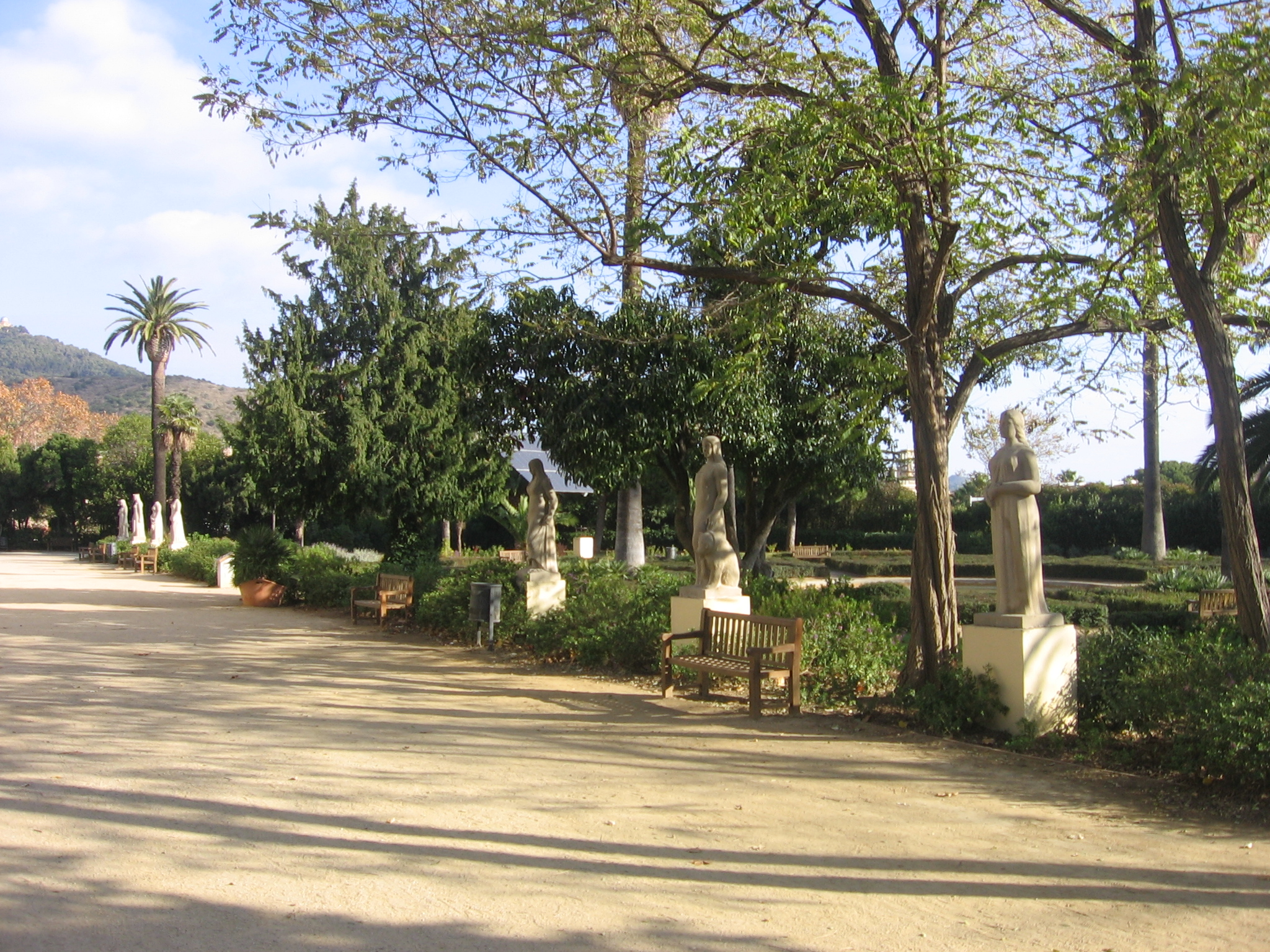
Passeig de les estàtues
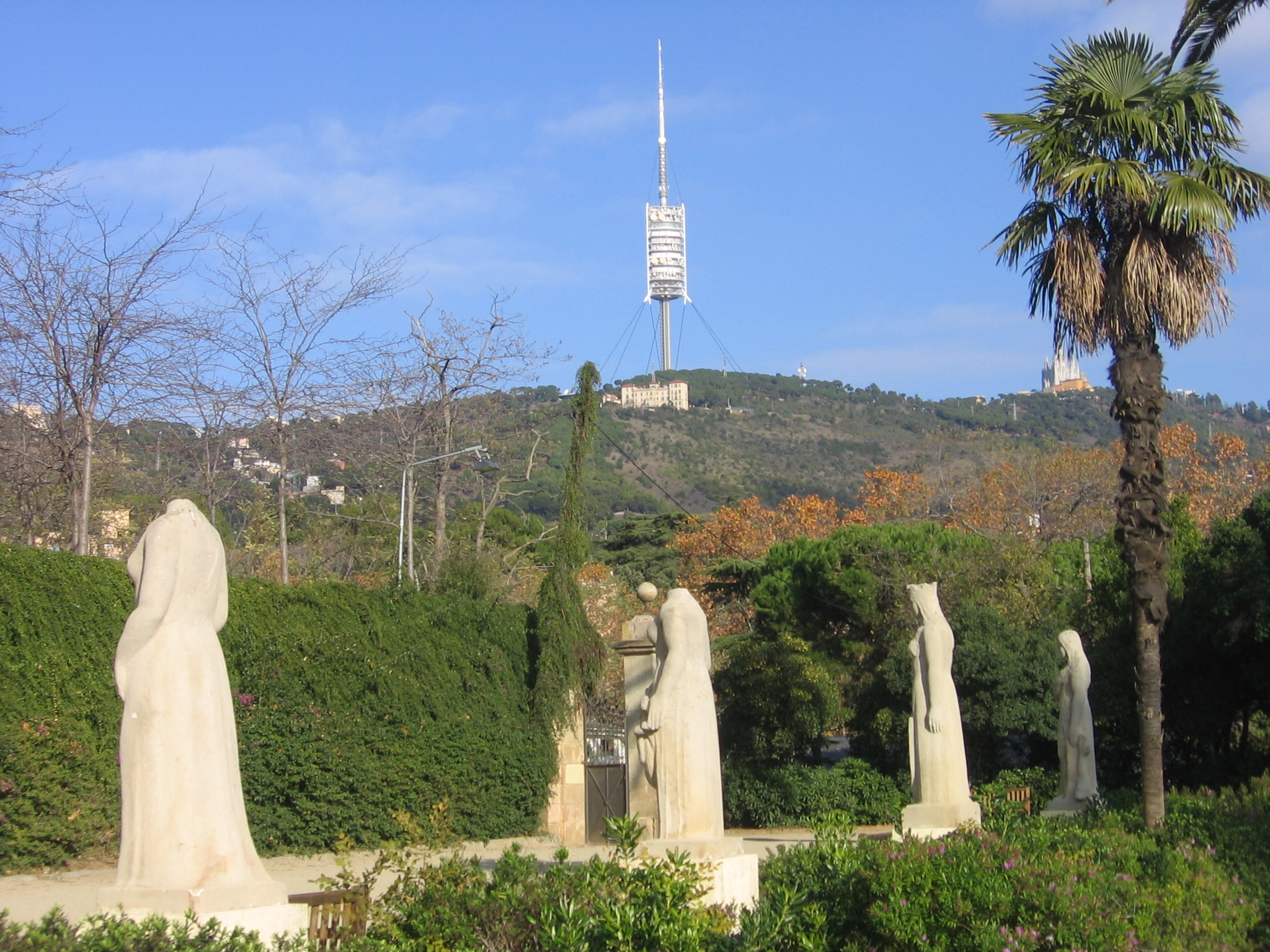
Vista amb la Torre de Collserola al fons
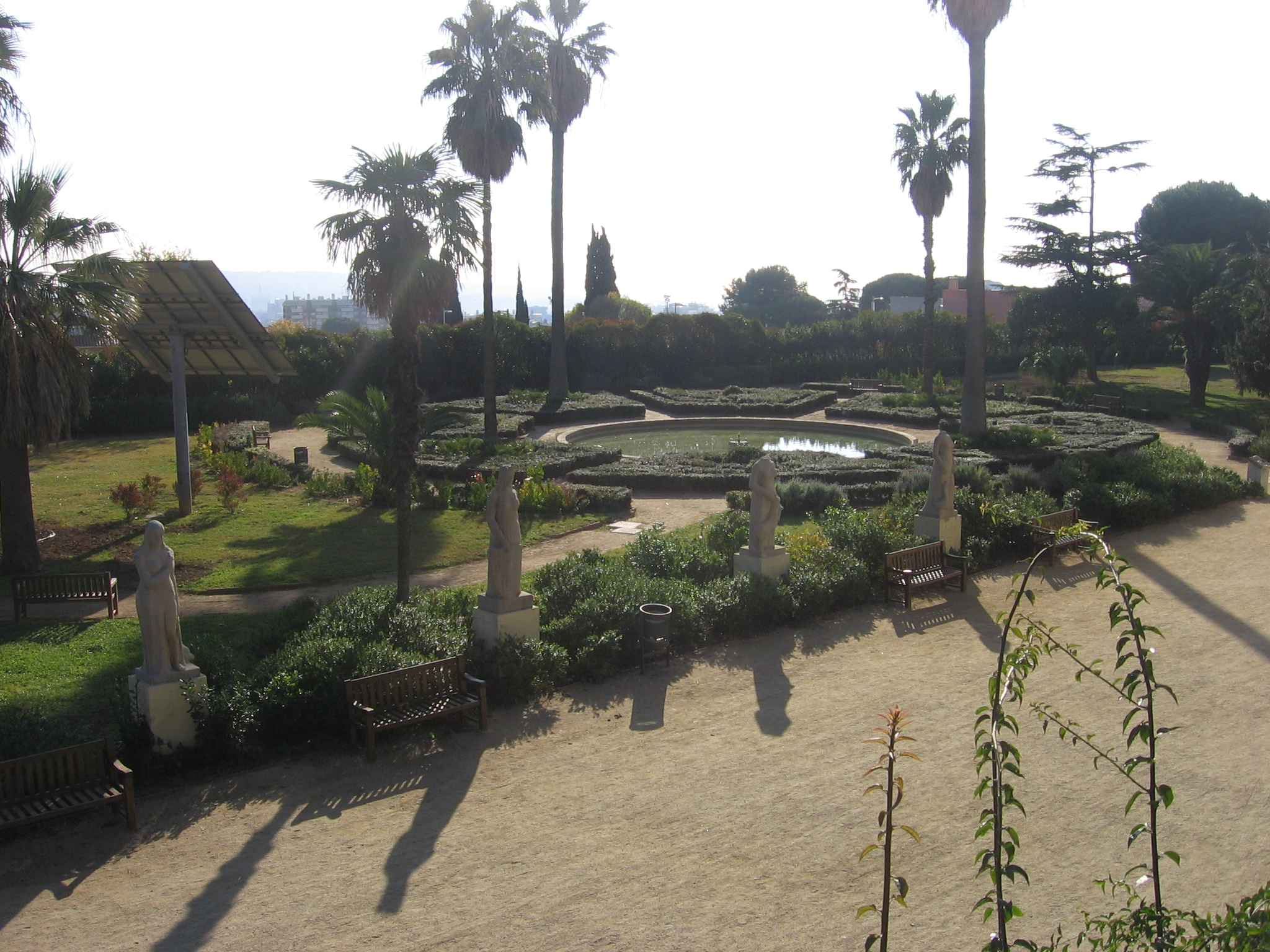
Vista superior del conjunt
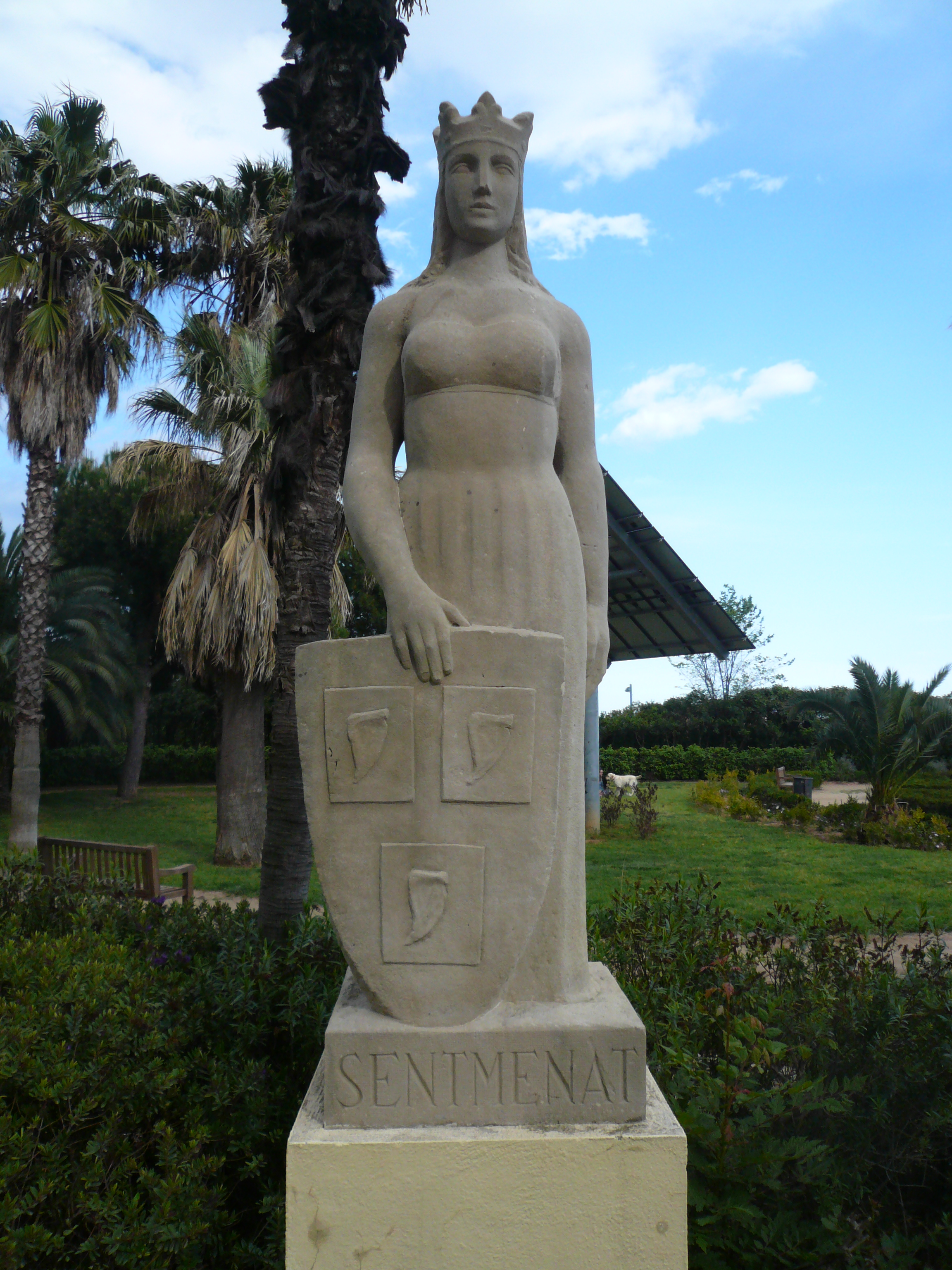
Estàtua de Sentmenat
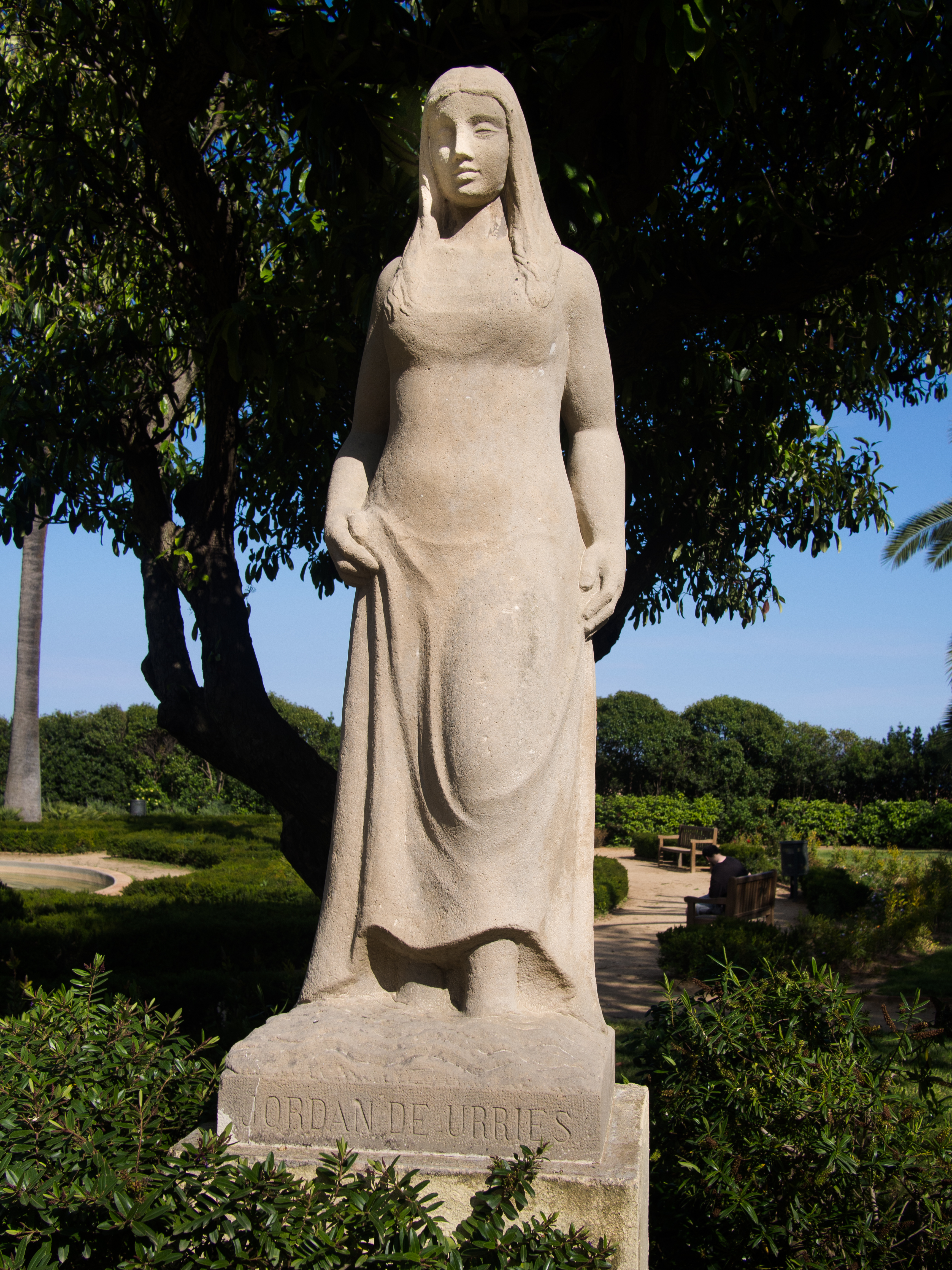
Estàtua de Jordán de Urríes
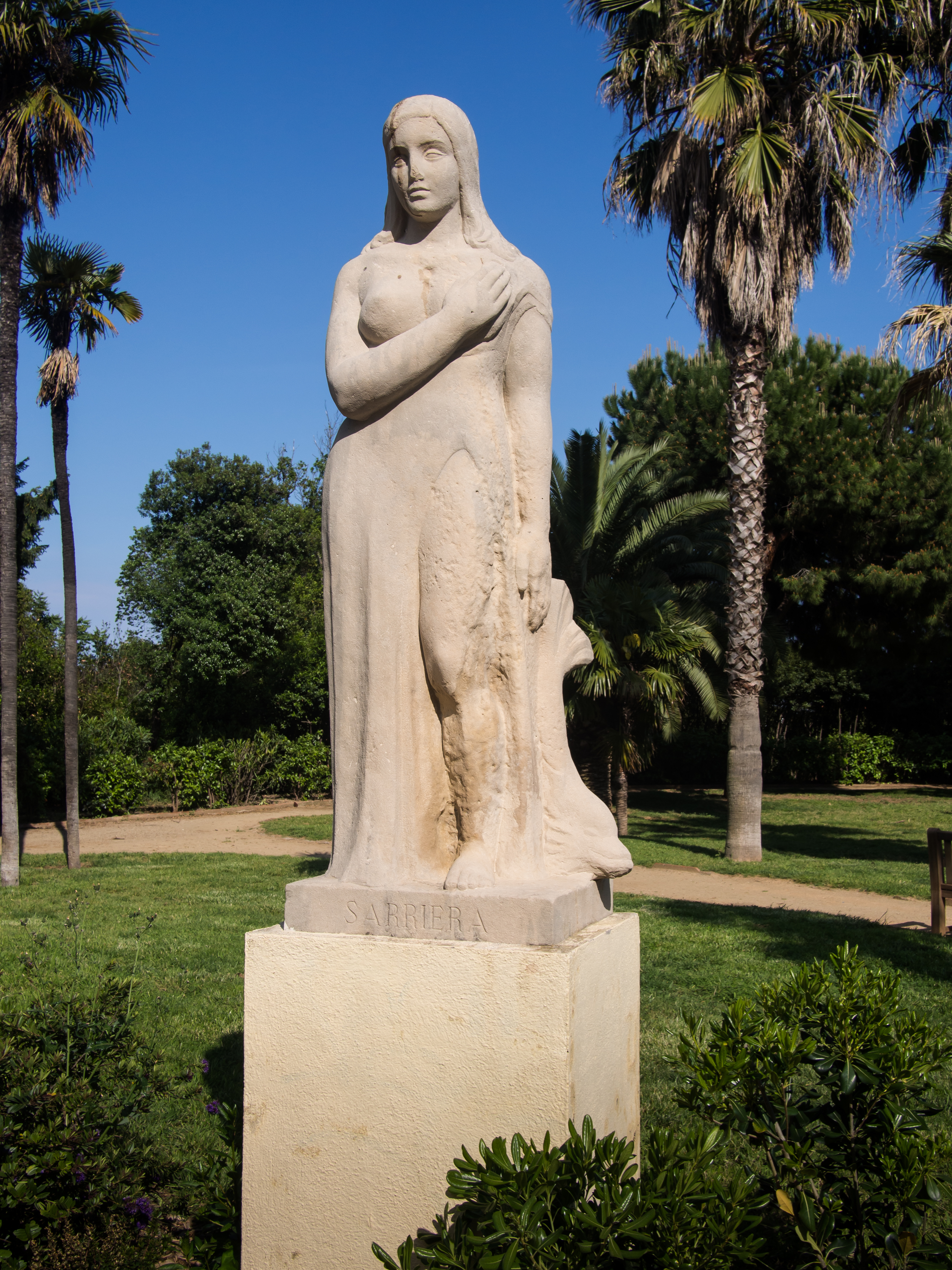
Estàtua de Sarriera